# Savarna (geslacht)
Savarna is een geslacht van spinnen uit de familie trilspinnen (Pholcidae).

## Soorten
Het geslacht kent de volgende soorten:
- Savarna baso (Roewer, 1963)
- Savarna tesselata (Simon, 1901)
- Savarna thaleban Huber, 2005